# Mercredi après-midi
Pour les articles homonymes, voir Melody.
Pour plus de détails, voir Fiche technique et Distribution.
Mercredi après-midi (titre original : Melody) est un film britannique réalisé par Waris Hussein, sorti en 1971
Le titre de ce film sur le thème de l'amour d'enfance était lors de sa sortie au Royaume-Uni S.W.A.L.K. (Sealed With A Loving Kiss, littéralement Scellé avec un baiser affectueux, un message d'amour traditionnellement écrit par les écoliers britanniques). Il a pour acteurs principaux Jack Wild, Mark Lester et Tracy Hyde. Aux États-Unis et en Grande-Bretagne, le film ne connut pas un grand succès. Il fit en revanche un carton au Japon et en Amérique Latine, notamment en Argentine et au Chili.

## Synopsis
Cette histoire romantique est racontée du point de vue des enfants de l'histoire, les adultes ne jouant que des rôles secondaires. Daniel Lattimer (Mark Lester) se lie d'amitié avec Ornshaw (Jack Wild), un garçon perturbateur. Un jour, Daniel tombe amoureux de Melody Perkins (Tracy Hide) et ils annoncent à leurs parents leur intention de se marier, non pas à l'avenir, mais dès maintenant. Cependant, les adultes, les parents comme les professeurs, ne les prennent pas au sérieux. Ornshaw non plus car il pense que Melody lui vole son ami. Plus tard cependant, Ornshaw et leurs autres camarades aident le jeune couple. Ils se réunissent dans une voie ferrée désaffectée pour marier le couple, mais les professeurs les suivent et essaient de les attraper. Les enfants leur échappent et font exploser une voiture. Melody et Daniel, aidés par Ornshaw, s'enfuient par draisine sur les rails.

## Distribution
- Tracy Hyde : Melody Perkins
- Mark Lester : Daniel Latimer
- Jack Wild : Ornshaw
- Sheila Steafel : Mrs. Latimer
- Keith Barron : Mr. Latimer
- Roy Kinnear : Mr. Perkins
- Hilda Barry : Grandma Perkins
- Peter Walton : Fensham
- Kay Skinner : Peggy
- William Vanderpuye : O'Leary
- Camille Davies : Muriel
- Craig Marriott : Dadds
- Billy Franks : Burgess
- Tim Wylton : Mr. Fellows
- June Jago : Miss Fairfax
- Neil Hallett : L'homme à l'hôpital
- Ken Jones : Mr. Dicks
- Lesley Roach : Rhoda
- Colin Barrie : Chambers
- June C. Ellis : Miss Dimkins
- James Cossins : Headmaster
- Kate Williams : Mrs. Perkins
- Dawn Hope : Maureen
- John Gorman : Capitaine de la Brigade des garçons
- Robin Hunter : George